# Jon de Castro
Jon „JDC“ de Castro (* 7. April 2000) ist ein deutsch-portugiesischer E-Sportler in der Disziplin Counter-Strike 2 (CS2). In seiner Karriere konnte er bisher über 100.000 US-Dollar an Preisgeldern gewinnen.

## Karriere
de Castro war in seiner Karriere für diverse Organisationen aktiv, unter anderem die Unicorns of Love. Er konnte mehrere Top 4 Platzierungen bei deutschen Meisterschaften erzielen. Im Jahr 2021 trat er dem Nachwuchsteam von Mousesports (heute bekannt als MOUZ) bei. Mit diesem konnte er mehrfach die relevanteste Nachwuchsliga in der Disziplin Counter-Strike: Global Offensive gewinnen, die WePlay Academy League. Im Zuge dieser Erfolge stieg er im März 2022 als fester Spieler ins Hauptteam der Organisation auf. Hier erreichte er mit dem Team den zweiten Platz bei der Global Esports Tour Dubai 2022.
Besondere Aufmerksamkeit erregte er beim IEM Rio Major 2022. Hier zog man in die Playoffs ein und konnte das Viertelfinale gegen das favorisierte Team von Cloud 9 gewinnen. Am Ende erreichte das Team den geteilten 3./4. Platz und gewann 80.000 US-Dollar Preisgeld. Im Dezember 2022 wurde er von der größten deutschsprachigen Szeneseite zum CS:GO-E-Sport, namentlich 99damage, zum besten Spieler der DACH-Region 2022 gekürt. 2023 erreichte er das Finale in der IEM Dallas 2023 sowie beendete er die ESL Pro League Season 17 mit seinem Team in den Top 8.
Nachdem er im Juni 2023 bei Mouz auf die Bank gesetzt worden war, wechselte im August zur norwegischen Organisation 00Nation. Im Februar 2024 wechselte er zu Berlin International Gaming. Im Perfect World Major: Shanghai 2024 belegt er den 15./16. Platz. 2025 erzielte er den zweiten Rang bei der MESA Nomadic Masters Spring 2025.

## Erfolge
| Jahr | Platz   | Turnier                                            | Team                        | Persönliches Preisgeld |
| ---- | ------- | -------------------------------------------------- | --------------------------- | ---------------------- |
| 2022 | 2.      | Global Esports Tour Global Esports Tour Dubai 2022 | MOUZ                        | 010.000 $              |
| 2022 | 3. – 4. | ESL Challenger at DreamHack Rotterdam 2022         | MOUZ                        | 02.000 $               |
| 2022 | 3. – 4. | IEM Major: Rio 2022                                | MOUZ                        | 016.000 $              |
| 2023 | 3. – 4. | BetBoom Playlist. Urbanistic                       | MOUZ                        | 04.000 $               |
| 2023 | 2.      | IEM Dallas 2023                                    | MOUZ                        | 08.400 $               |
| 2025 | 2.      | MESA Nomadic Masters Spring 2025                   | Berlin International Gaming | 012.000 $              |